# Kuwazu-nyōbo
Kuwazu-nyōbō (食わず女房?), también conocido como Meshi kuwanu-nyōbō (飯食わぬ女房?), Meshi kuwanu yome (飯食わぬ嫁?) y Meshi kuwanu kakā (飯食わぬ嬶?), es una variedad de yōkai perteneciente al folclore japonés. Kuwazu significa "sin comer", mientras que nyōbō significa "esposa", por lo que literalmente el nombre de la criatura podría traducirse como «la esposa que no come». Existen diversos otros nombres asociados con este yōkai en diferentes regiones, pero se le conoce de forma general como kuwazu-nyōbō. La característica más notable del kuwazu-nyōbō es la presencia de una boca en la parte posterior de su cabeza.

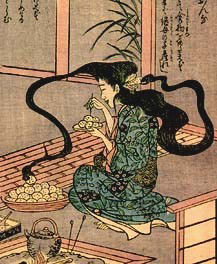
Ilustración de una futakuchi-onna, cuya apariencia es similar a la del kuwazu-nyōbō.

De acuerdo con la leyenda, un hombre tacaño desea tener una esposa que no coma puesto que no le gusta acumular gastos. Es entonces cuando una joven mujer aparece de pronto en su casa, declarando que ella sería su esposa ya que no necesita comer. El hombre acepta y la mujer se convierte en su esposa. Al comienzo todo parecía ir bien, sin embargo, a medida que el tiempo transcurre el hombre comienza a notar que el arroz de su casa desaparece misteriosamente. Sospechoso de su esposa, decide espiarla y es allí cuando descubre que su mujer ideal resulta ser una yama-uba con una segunda boca en la parte trasera de su cabeza con un gran apetito. Cuando el hombre descubre la verdad, la mujer intenta devorarlo, pero este se las ingenia para escapar.